# Hagota, Harghita
Hagota (maghiară Hágótő) este un sat în comuna Tulgheș din județul Harghita, Transilvania, România. Se află în partea de nord a județului, în Munții Giurgeu, la confluența pârâurilor Putna Întunecoasă și Putna Noroioasă.